# Wegestock Regentenstraße 26

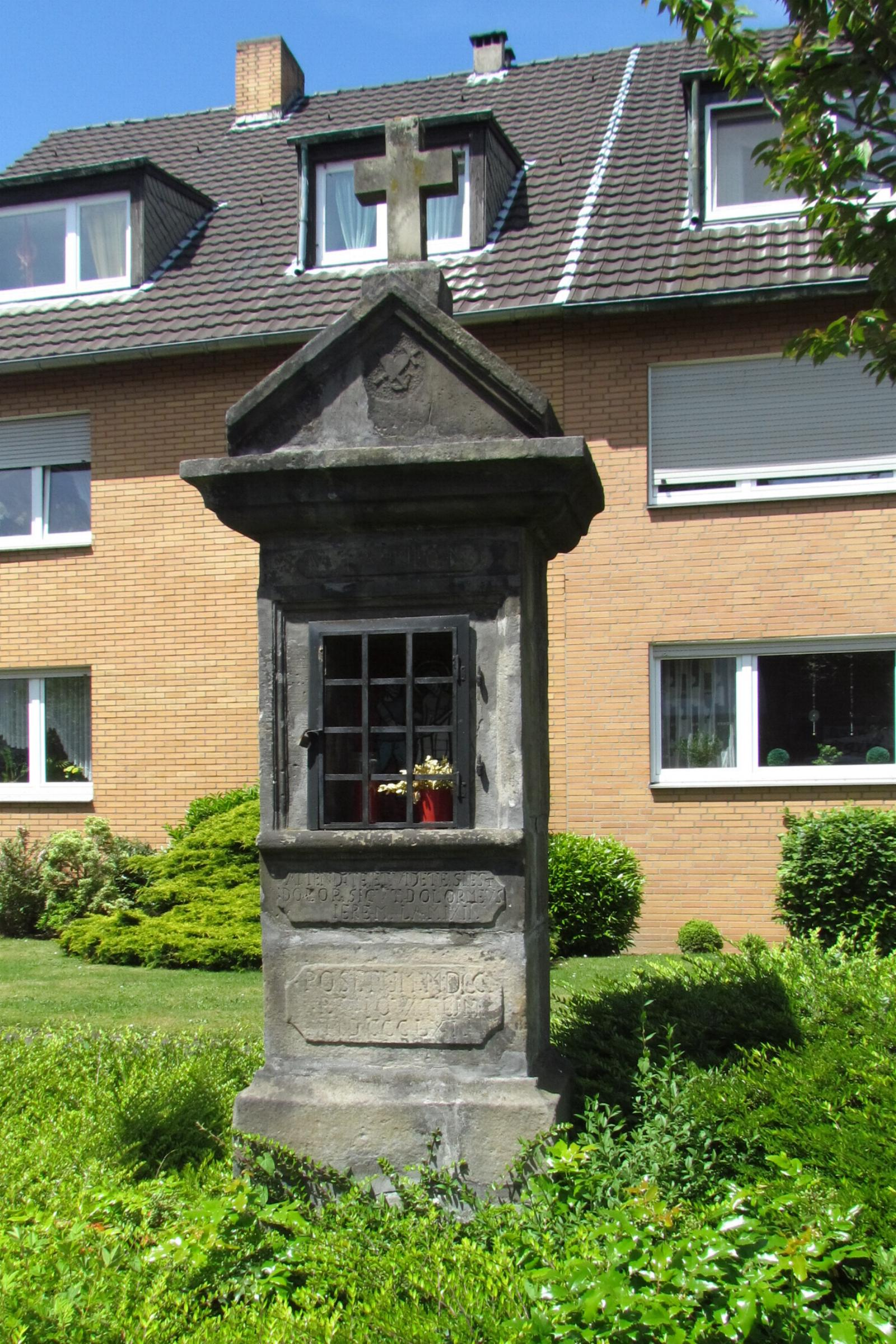
Wegestock

Der Wegestock Regentenstraße 26 steht in Korschenbroich  im Rhein-Kreis Neuss in Nordrhein-Westfalen.
Der Wegestock wurde 1861 erbaut und unter Nr. 013 am 20. August 1985 in die Liste der Baudenkmäler in Korschenbroich eingetragen.

## Architektur
Der Bildstock wurde aus Sandstein gefertigt.  Er steht auf einem quadratischen Sockel mit tiefer Nische mit modernem Mosaik und ist übergiebelt mit kleinem Metallkreuz.